# 하기와라 사쿠타로
하기와라 사쿠타로(萩原 朔太郎, 1886년 11월 1일 ~ 1942년 5월 11일 ~ )는 일본 근대의 시인이다. 일본 근대시의 아버지라고도 불린다.

## 생애
1886년 11월에 군마현 마에바시 시에서 태어났다. 마에바시 중학교 때부터 당시의 가장 유명한 문학잡지인 ＜명성(明星)＞에 단가(短歌)를 투고하는 등 창작 활동을 시작했다. 중학교를 졸업한 후, 고향을 떠나 타지의 고등학교에 진학하지만 몇 번의 낙제를 거듭한 후 귀향하여 1913년경부터 본격적인 시작 활동을 개시했다.
이후로 수도 도쿄(東京)와 고향을 오가는 생활을 계속하면서 시작에 전념하여 1917년, 처녀 시집 ≪달 보고 짖는다≫를 간행했다. 이 시집에서 근대인들의 고독감과 신경 쇠약, 우울증을 구어체(口語體)로 섬세하게 표현해 냄으로써, 하기와라 사쿠타로는 다카무라 고타로(高村光太郞)와 함께 ‘일본 근대시의 완성자’의 한 사람으로 평가받게 된다.
1923년에 두 번째 시집 ≪우울한 고양이≫를 출판한다. 이 시집에서는 우울함과 무료함, 권태로움을 ‘우울한 고양이 스타일’이라 불리는 독특한 시 형식으로 표현했다. 쇼펜하우어와 니체, 불교의 영향을 받은 염세적 허무 의식과 관능적이며 퇴폐적인 시상이 주를 이루고 있다. 1925년에 발간한 ≪순정 소곡집≫은 단가에서 시로 옮길 때의 작품인 ‘애련(愛憐) 시편’과 30대 후반에 발표한 ‘향토망경(鄕土望景) 시편’으로 구성되어 있다. 전자에는 소년 시절의 순수한 감상과 영탄이, 후자에는 도쿄에서 바라본 변해가는 고향의 모습과 비속한 인생에 대한 분노가 표출되어 있다.
1934년에 출판된 마지막 시집 ≪얼음 섬≫에서는 고향을 상실한 영원한 방랑자로서 당시 사회에 대한 ‘분노와 증오와 적요(寂寥)와 격정’을 담은 ‘절규’를 비분강개의 한문 번역 투의 문어체로 표현했다. 그 밖에 아포리즘을 모은 책 ≪새로운 욕망≫(1922), 시론집 ≪시의 원리≫(1928), 수필집 ≪일본으로 회귀≫(1938), 산문시집 ≪숙명≫(1939) 등이 있다.
사쿠타로는 일본에서 드물게 시론에 대해서 많은 관심을 가져왔다. 습작기부터 초보적인 시론을 발표해 왔으며, 이 시론은 1928년에 간행되는 시론집 ≪시의 원리≫의 기초 토대를 이루고 있다. 한편, 그는 시집마다 새로운 시 형태를 선보이면서 끊임없이 새로운 시 형태를 추구하고 나아가 자신만의 독자적인 시론을 구축하려고 했다. 사쿠타로가 이 시론을 발표한 데는 이유가 있다. 이 시집이 발간된 1920년대는 이른바 ‘민중시파’가 맹위를 떨치고 있던 때다. 그들은 일반 서민 누구나가 시를 이해하고 또 직접 쓸 수도 있게끔 아주 평이하고 간단한, 일상생활에서 사용하는 말로 시를 쓰고자 했다. 이런 그들의 노력에 의해 시의 대중화는 어느 정도 이루어지지만, 한편으로는 그 부작용으로 시가 산문을 단순히 행을 구별한 것과 비슷하게 되어버린다. 이런 ‘행을 구별한 산문’이 시로 인정받게 되고, 또 이런 유의 시를 쓰는 사람들이 늘어나는 것에 대해서 사쿠타로는 깊은 우려와 불만을 가지게 된다. 그리하여 리듬이나 운율을 전혀 느낄 수 없이 단순히 행 구별만 된 시, 다시 말해서 산문시는 시가 아니며, 이것과 자유시는 엄연히 다르다는 점을 입증하려는 의도에서 이 글을 쓴 것이다. 자유시는 운율이 없는 것이 아니라 겉으로 드러나지 않아서 눈에 띄지 않을 뿐 ‘내재율’이 존재한다는 점이 그의 논지다. 오늘날에는 너무나 당연한 것일지 모르겠지만 자유시가 시라는 것을 이론적으로 설명하고자 했다는 점은 평가받아야 할 것이다.

## 우울한 고양이
하기와라 사쿠타로의 두 번째 시집 ≪우울한 고양이(靑猫)≫는 1923년 신조사(新潮社)에서 발행되었다.
먼저 이 시집의 제목에 대해서 사쿠타로는 ≪정본(定本) 우울한 고양이≫[판화장(版畵莊), 1936]의 서문에서 “저자가 표상하려는 말뜻에 의하면 ‘우울한 고양이(靑猫)’의 ‘청(靑)’은 영어의 ‘블루(blue)’를 의미하고 있다. 다시 말해서 ‘희망이 없는’, ‘우울한’, ‘피로한’ 등의 뜻을 담아서 사용했다. (중략) 또 하나의 별도의 의미는 시집 속의 시 ＜우울한 고양이＞에도 나타나 있는 것처럼 도시의 하늘에 비치는 파란 전기 스파크를 커다란 고양이의 이미지로 보고 있기 때문에 당시 시골에 있으면서 시를 쓰고 있던 내가 도시에 대해 느낀 애절한 향수를 표상하고 있다”고 밝히고 있다.
시집 ≪우울한 고양이≫만의 특이한 시 세계가 가장 잘 나타나 있는 것은 시 ＜갯버들＞이다. 촉촉이 젖은 갯버들이 밤바람에 흔들리고 있는 묘지에서 시체에 말을 걸기도 하고 사령(死靈)과 어울려 놀기도 한다는 시체 애호자(Necrophile)가 등장하고 있다. 이런 그로테스크한 시 세계는 시 ＜요염한 묘지＞, ＜짓무르는 육체＞, ＜5월에 죽은 이＞로 이어진다. 사쿠타로는 ＜우울한 고양이를 쓰던 무렵＞에서 ‘민달팽이가 기어 다니는 음울한 묘지를 헤매면서 꿈속에서 죽은 애인의 유령과 밀회’를 하기고 하고 ‘육체가 자연히 사라지는 죽음의 세계와 의지가 소멸하는 열반에의 향수를’ 읊었다고 한 뒤, “나는 옛날 사람과 사랑하는 고양이와 짓무르는 것 같은 키스를 하는 것 이외에는 모든 희망과 생활을 잃어버리고 있었다. 그러한 허무의 버드나무 그늘에서 추억의 여자에게 기대어 응석을 부리며 요염하고도 끈적끈적하며 사음(邪淫)한 유희에 빠져 있었다. ≪우울한 고양이≫ 한 권의 시는 사음시이고, 그 생활 전체는 비윤리적인 죄악사였다”고 이야기하고 있다. 이 ‘사음시’의 세계야말로 다른 일본 근대 시인들에게서 찾아볼 수 없는 사쿠타로만의 고유한 시 세계라 할 수 있을 것이다.
- 서재곤 역, 2009년, 지식을만드는지식 ISBN 978-89-6228-250-4

## 같이 보기
- 일본 문학